# L’Escala

Montgó-Bucht mit Strand

Strand in der Altstadt von L’Escala

L’Escala (nicht mehr amtlich: La Escala (spanisch)) ist eine spanische Kleinstadt mit 10.429 Einwohnern (Stand: 2024), die im südlichen Bereich der Bucht von Roses und im Nordosten von Katalonien in der Provinz Girona liegt.

## Lage
Der Ort an der Costa Brava liegt etwa 40 km von Girona und etwa 120 km von Barcelona entfernt. Südlich von L’Escala beginnt das rund 40 km² große Bergmassiv Montgrí-Massiv, das unter Naturschutz steht. L’Escala besteht aus einer malerischen Altstadt sowie einem modernen Zentrum (Riells) mit einer Einkaufsstraße an der Strandpromenade. Während der Sommermonate ist in Riells ein kleines Volksfest aufgebaut. Südlich des Ortes liegen die Cala Montgó und der Berg Montgó. Im Norden befindet sich der unter Denkmalschutz gestellte Stadtteil Sant Martí mit den Resten der griechischen Hafenstadt und den späteren römischen Überresten von Empúries.

## Tourismus
Der Tourismus ist die Haupteinnahmequelle der Bewohner von L’Escala. Es herrscht weniger der Massentourismus, wie im nahegelegenen Lloret de Mar, sondern eher Camper und Familien-Urlaub. In der Nähe der Montó-Bucht befinden sich zwei Campingplätze, im näheren Umfeld sind es insgesamt acht. Im Ort stehen etwa 20.000 Ferienwohnungen und Ferienhäuser zur Verfügung. In der Hauptsaison bevölkern rund 100.000 Menschen den Ort.
L’Escala bietet gute Bedingungen für Windsurfer. Nachmittags baut sich im Sommer ein guter thermischer Wind mit etwa 4 Beaufort auf. Im Frühjahr und Herbst bietet der starke Tramontana (meist 6 bis 8 Beaufort stark) gute Bedingungen für Könner.

### Strände
Die Strände sind von hoher Qualität und sind für Familien mit Kindern zu empfehlen. Es gibt vier Sandstrände in L´Escala:
- zentraler Stadtstrand von Riells
- Montgó-Bucht (auch bekannt als Taucherparadies)
- Sant Martí d’Empúries (führt über 10 km bis zur nächsten Ortschaft Sant Pere Pescador)
- kleiner Strand in der Altstadt von L’Escala

## Bevölkerungsentwicklung und Wohnungsbau
In L’Escala entstehen ständig viele neue Ferienhäuser, besonders am Montgó-Berg, aber auch im Ortskern. Dort, wo vor einiger Zeit hauptsächlich deutsche Staatsangehörige ihre Feriendomizile errichteten, bauen nun hauptsächlich Niederländer und Spanier ihre Ferienhäuser. Jährlich entstehen etwa 500 – 1000 Häuser neu.
Da die bebaubaren Grundstücke direkt am Meer immer weniger werden und ein hohes Preisniveau haben, entstehen neue Baugebiete in bis zu zwei Kilometer Entfernung vom Meer. Als Reaktion auf die starke Siedlungstätigkeit wird die Infrastruktur ebenfalls ständig ergänzt. In den letzten Jahren wurde das Schulzentrum erweitert, ein neues Hallenbad eröffnet, mehrere neue Supermärkte angesiedelt, Promenaden ausgebaut, neue Restaurants eröffnet und der Yachthafen vergrößert.
Bei den Bewohnern gibt es neben französischen Staatsangehörigen eine deutsche und eine Schweizer Kolonie. In den letzten Jahren aber auch immer mehr Käufer aus England, Holland, Belgien und Nordeuropa.
| Jahr | Einwohner |
| ---- | --------- |
| 1900 | 2.515     |
| 1930 | 2.462     |
| 1950 | 2.475     |
| 1970 | 3.117     |
| 1986 | 4.721     |
| 2001 | 5.823     |
| 2005 | 8.311     |
| 2009 | 10.140    |

## Verkehrsanbindung
- Autobahn AP-7 „La Catalane“ mit Ausfahrt 5, L’Escala, und gut ausgebaute Fernverkehrsstraße
- Zug bis Figueres und von dort mit dem Bus
- Flugzeug über den Flughafen Girona oder über den Flughafen Barcelona

## Sehenswürdigkeiten
Die folgenden Sehenswürdigkeiten in L'Escala  sind von kulturhistorischem und touristischen Interesse:
- Das bekannteste Ausflugsziel sind die Ruinen von Empúries in unmittelbarer Nähe zu L’Escala. Die Ausgrabungen von Empúries wurden um 1900 begonnen sind bis heute nicht abgeschlossen. Aktuell sind etwa 25 % der damaligen Besiedlungsfläche freigelegt.
- Die Alfolí de la Sal, auch bekannt als Pòsit Vell, ist ein Lagerhaus aus dem 17. Jahrhundert, das früher zur Lagerung von Salz genutzt wurde, das als Konservierungsmittel für den Fischfang diente. Es ist heute ein geschütztes historisches Denkmal.
- Für Taucher bietet die Region um L’Escala zahlreiche Tauchquartiere. Eigens für die Tauchtouristen wurde vor der Küste ein Schiff versenkt, das neben vielen Unterwasserhöhlen eine Tauchbesonderheit ist.
- Im Frühjahr und im Herbst bietet der Strand von St. Martí kräftigen Wind für Surfer
- Kart-Bahn unter freiem Himmel, die Hausbahn des Formel-1-Weltmeisters Fernando Alonso
- Am Dreikönigstag erreichen die Heiligen Drei Könige nach lokaler Tradition die Stadt in drei Schiffen. Sie werden in der zentralen Bucht am Platz Joan Puig von der Bevölkerung begrüßt. Im Fackelschein folgt darauf ein feierlicher Zug zur Kirche St. Pere, vor der die Könige Halt machen und die anstehenden Kinder mit Süßigkeiten beschenken.

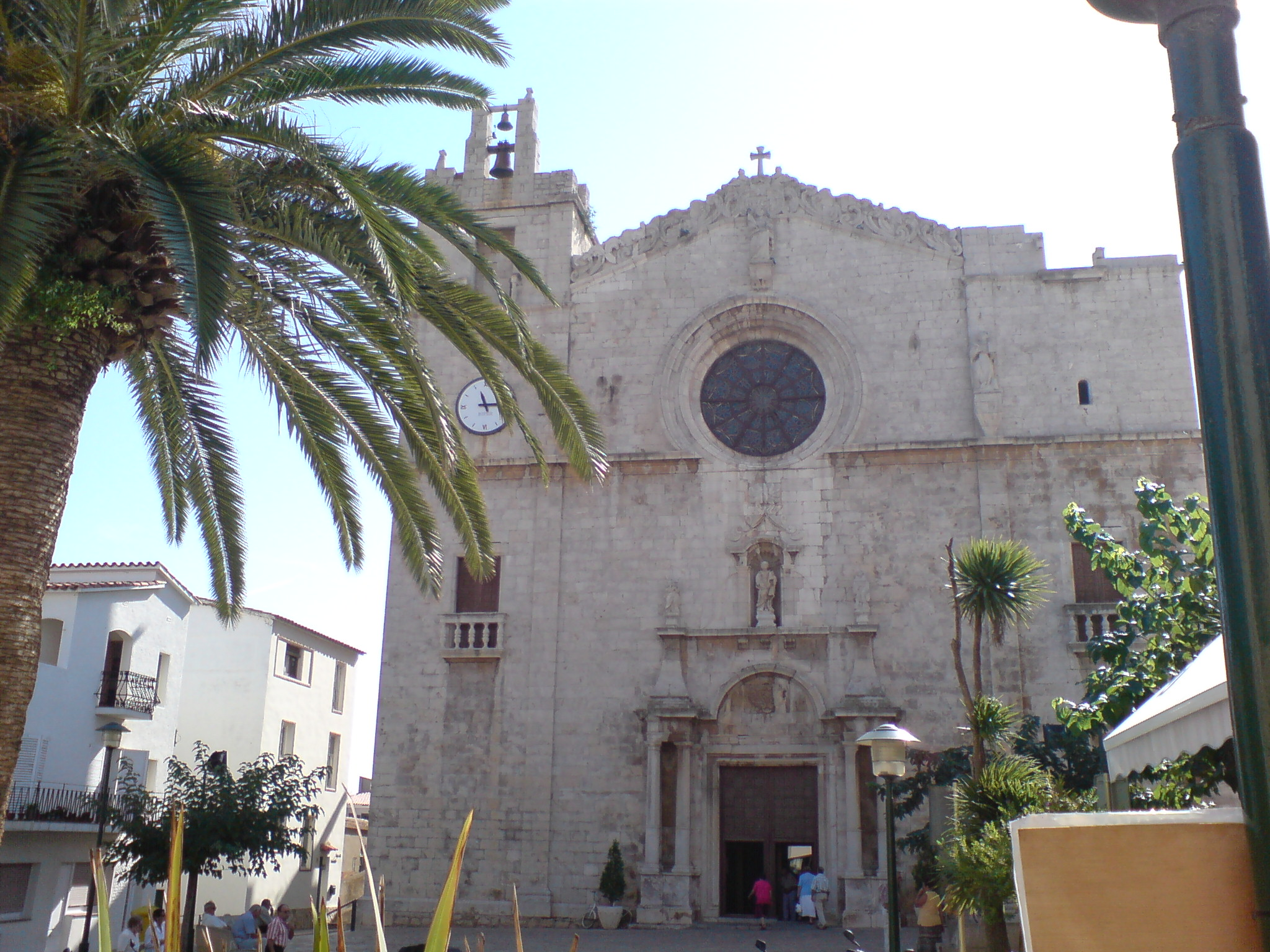
Kirche Sant Pere
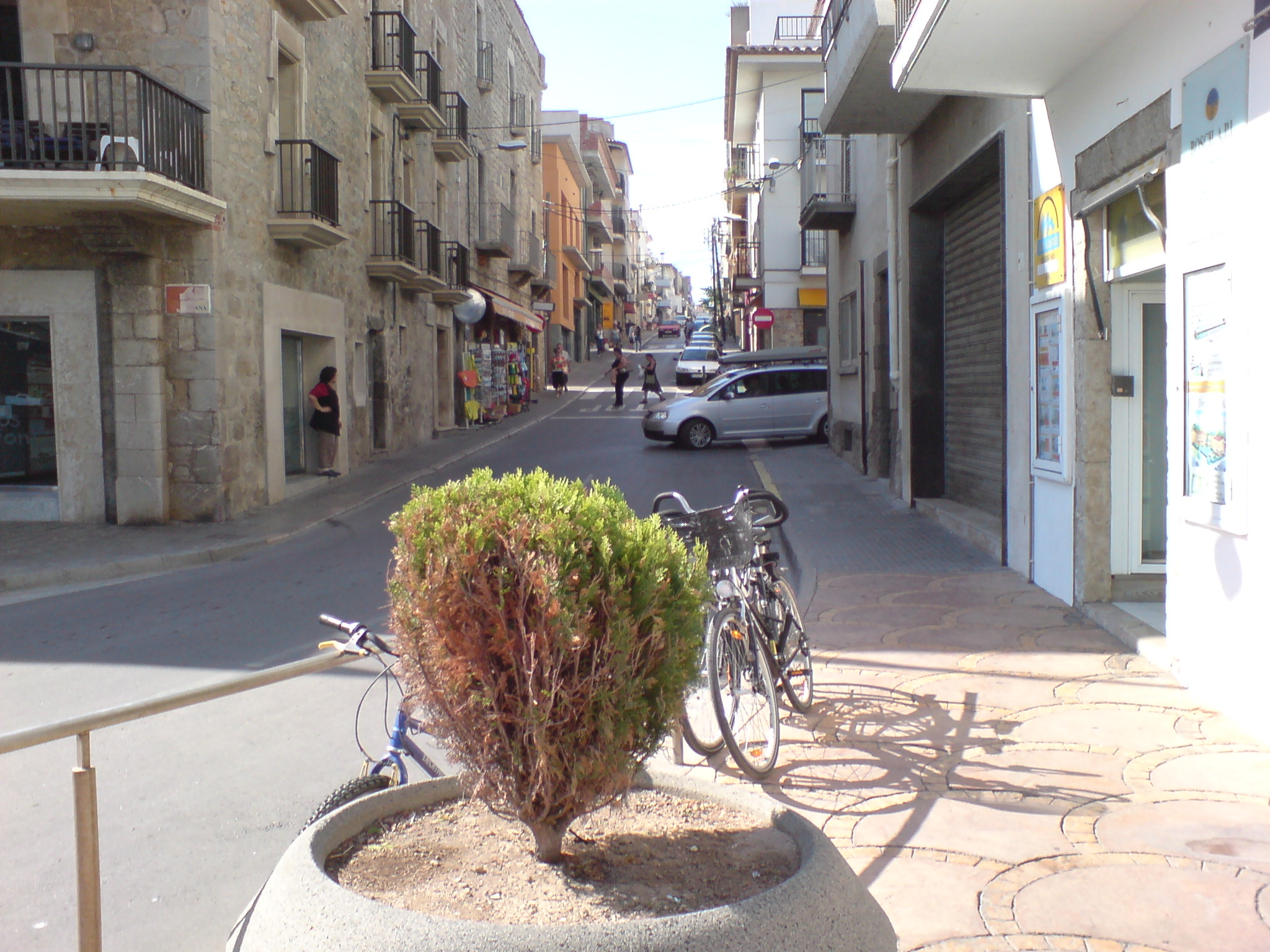
Altstadt
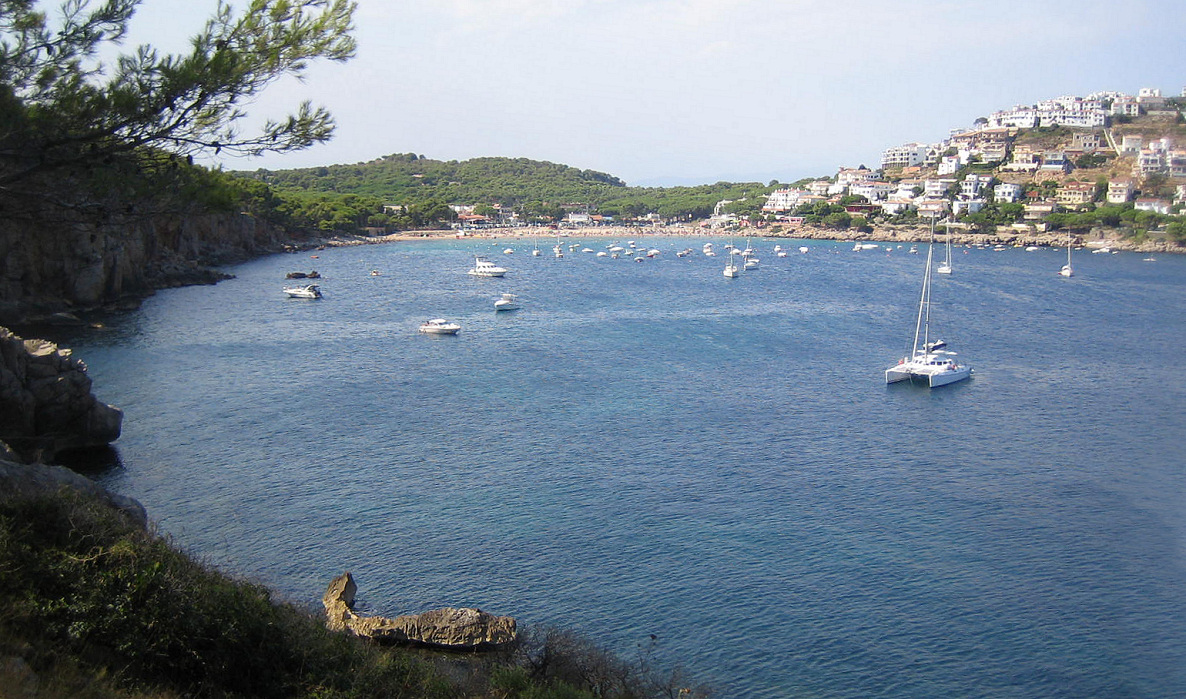
Montgó-Bucht
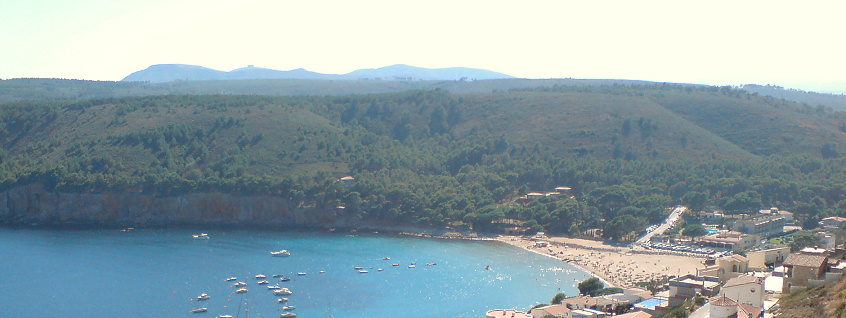
Blick von L’Escala auf das Montgrí-Massiv
Blick über die Bucht von Roses zu den Pyrenäen

### Monumente und Skulpturen
In L’Escala gibt es viele Monumente und Skulpturen im öffentlichen Raum, insbesondere an der Küste.

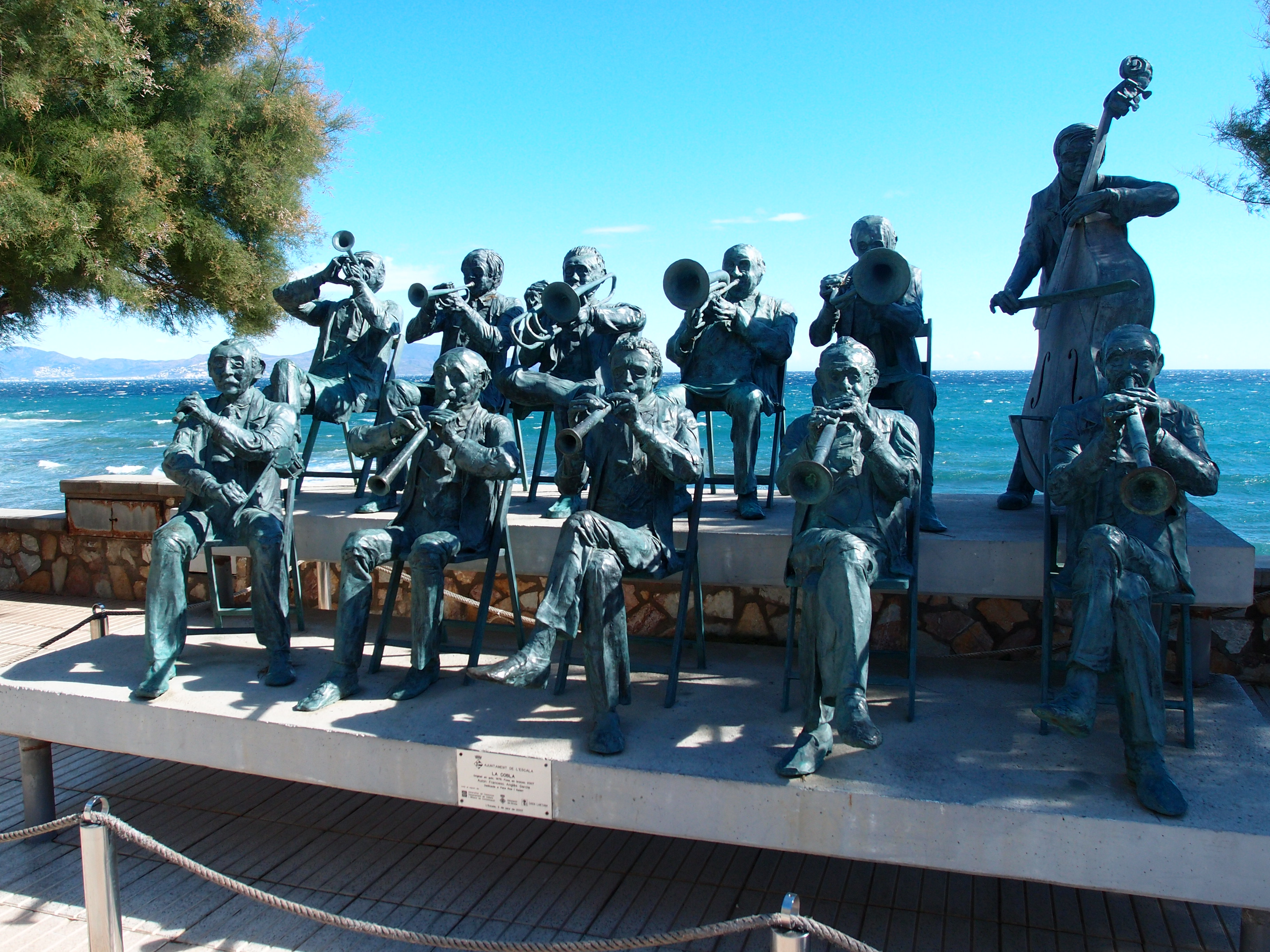
Bronzeskulptur Monument a la Cobla (2007)
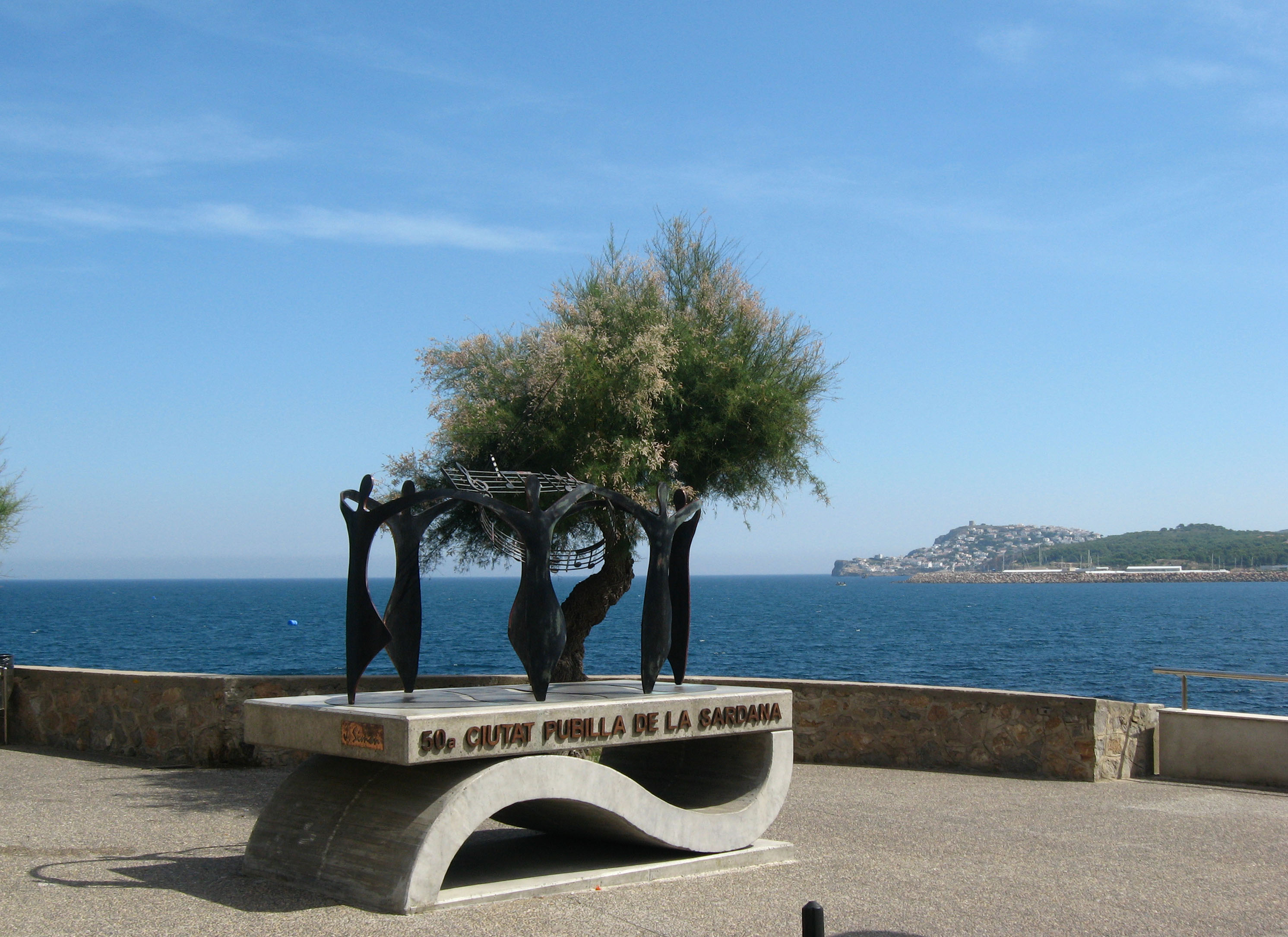
Sardana-Bronzeskulptur
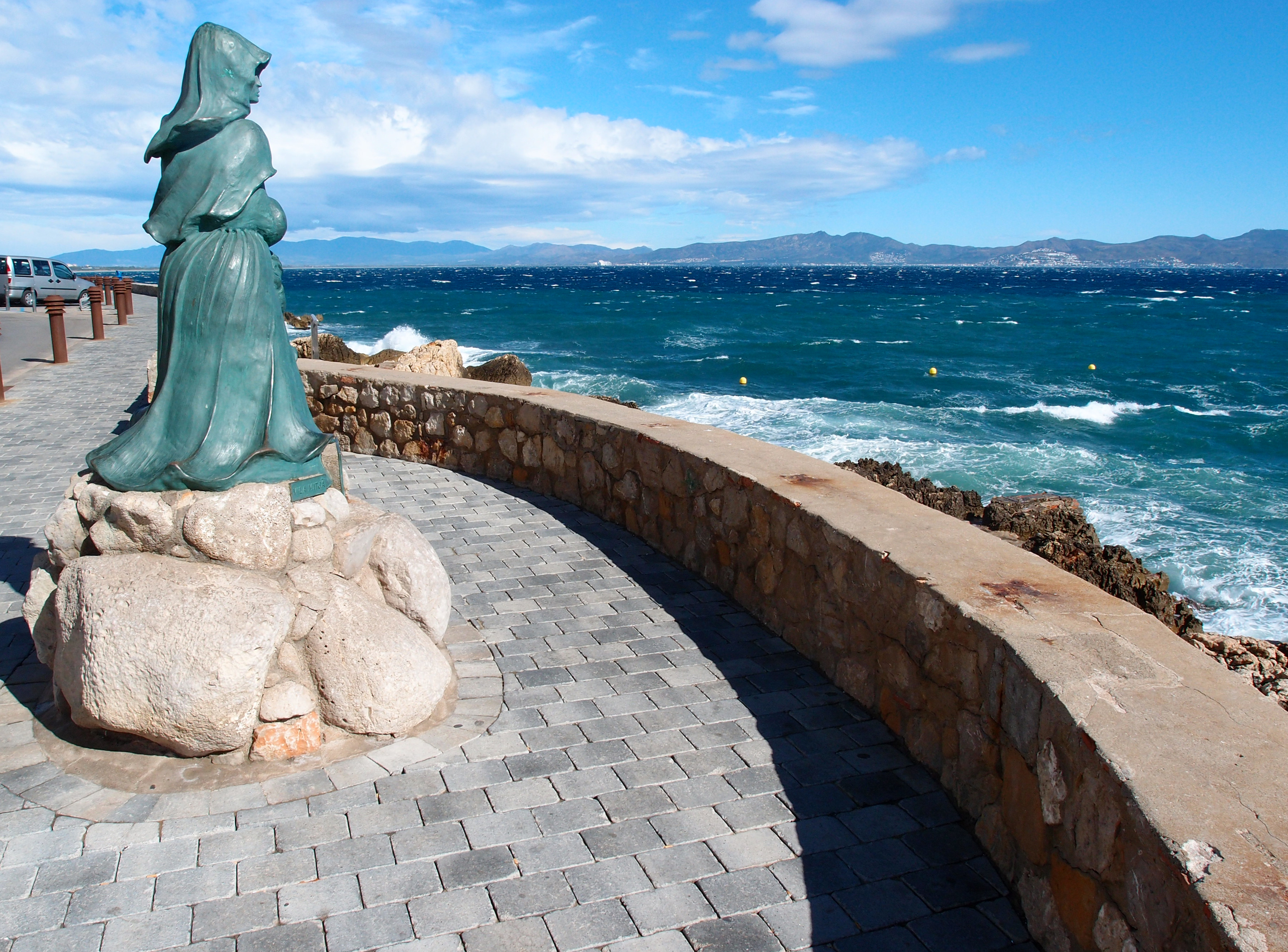
Bronzeskulptur Monument a la Dona del Pescador (1991)
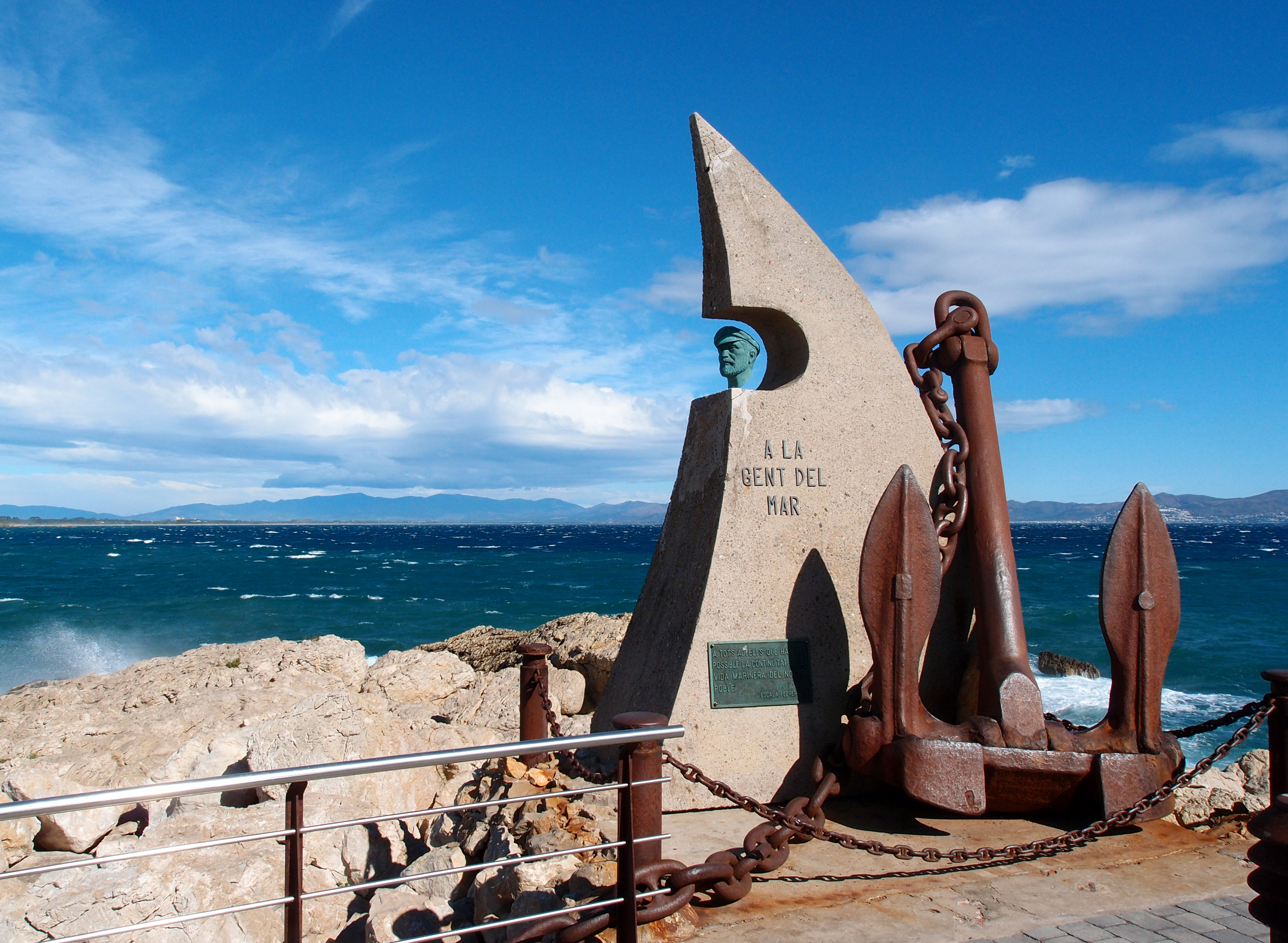
Monument a la Gent del Mar (1979)

## Besonderheiten
2006 gab es in L’Escala den ersten Nichtraucherstrand in Spanien. Nach offiziellen Angaben darf an diesem Strandabschnitt nicht mehr geraucht werden. Verstöße gegen diesen Erlass werden allerdings nicht mit Bußgeldern geahndet, weil es hierfür keine rechtliche Grundlage gibt. Der Bürgermeister von L’Escala beabsichtigt mit der Regelung, dass das in Spanien strenge Nichtraucherschutzgesetz um ein Rauchverbot am Strand verschärft wird.

## Wirtschaft

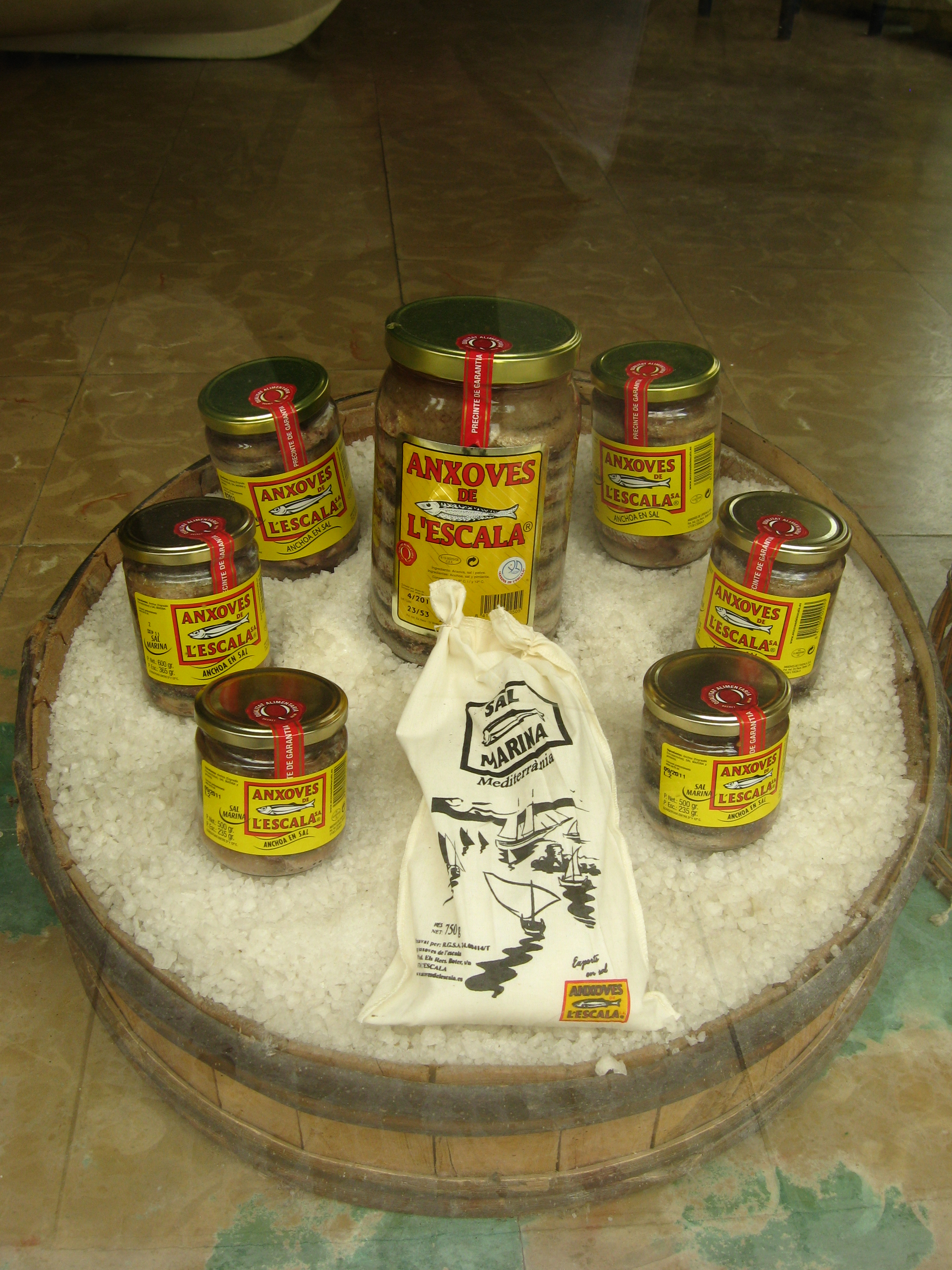
Anchovis aus L’Escala

Neben dem Tourismus ist der Fischfang weiterhin ein wichtiger Wirtschaftszweig für L’Escala. International bekannt ist der Küstenort für seine qualitativ hochwertigen Anchovis (katalanisch: Anxoves), die in kleinen Fischfabriken innerhalb der Gemeinde verarbeitet werden und in den Handel gelangen.

## Sport
Vom 12. Juli bis zum 24. Juli 2012 fanden in L’Escala die Segelweltmeisterschaften in der Europe-Klasse statt.
Ansonsten bietet L’Escala und die nahe Umgebung eine Vielzahl an Sportmöglichkeiten, wie sie auch in anderen küstennahen touristisch orientierten Orten anzutreffen sind.